# Monica Heldal
Monica Heldal (Bergen, 24 gennaio 1991) è una cantante norvegese.

## Biografia
Monica Heldal è salita alla ribalta nel 2013 con il suo album di debutto Boy from the North, che le ha fruttato due premi Spellemann, il principale riconoscimento musicale norvegese, per il miglior artista pop e per il miglior artista esordiente. Il disco ha raggiunto la 5ª posizione della classifica norvegese ed è stato certificato disco d'oro dalla IFPI Norge con oltre 10 000 copie vendute a livello nazionale. Il secondo disco della cantante, The One in the Sun, è uscito nel 2016 e ha esordito al 3º posto in classifica.

## Discografia

### Album in studio
- 2013 – Boy from the North
- 2016 – The One in the Sun

### Singoli
- 2012 – Scarlet/Conman Coming
- 2016 – Jimmy Got Home
- 2016 – For Saviours